# Harimella
Harimella (Dea Harimella) est une déesse germanique de la guerre,. Ce nom a été retrouvé sur une stèle votive découverte dans les ruines d'un fort romain près de la ville écossaise de Birrens.

## Vestiges archéologiques

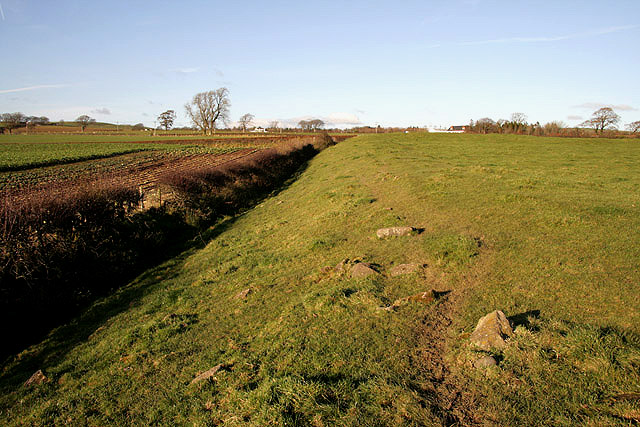
Vestiges du fort romain de Blatobulgium près de l'actuelle Birrens en Écosse.

Une stèle trouvée dans la ville écossaise de Birrens (Blatobulgium) dans le Dumfriesshire  et datée du IIe siècle ap. J.-C. est à ce jour la seule preuve archéologique matérielle de l'existence d'un culte de cette divinité en Bretagne insulaire.
Blatobulgium ou encore Baltobulgio était un fort sur le mur d'Hadrien. Le nom provient de racines étymologiques britonniques blāto- signifiant « farine »  et bolgo- signifiant « sac » : il y avait en effet trois greniers dans l'enceinte du fort, comme l'attestent les vestiges archéologiques ,.
La pierre consacrée a été retrouvée dans la zone du temple de la forteresse et a été offerte par Gamidiahus un des responsables militaires d'origine germanique (architectus) de la garnison. La pierre y fut associée à d'autres, la majorité dédiées à des divinités romaines et à une déesse celtique (Mars, Minerve, Viradesthis). La déesse Harimella a probablement été adorée par d'autres militaires germaniques en garnison locale tels que Cohors II Tungrorum et Cohors I Nervana Germauorum . En plus de stèle dédiée à Harimella, une autre pierre qui est aussi d'origine germanique consacrée à la déesse Ricagambeda a également pu être localisée.
Texte de la stèle :

« Deae / Harimel/lae sac(rum) Ga/midiahus / arc(h)it(ectus) v(otum) s(olvit) l(ibens) l(aetus) m(erito) »

— Corpus Inscriptionum Latinarum, 7, 1065.

## Origine

### Culte d'Harimella en Belgique germano-celte
Parlant des cultes dans la région de Tongres à l'époque gallo-romaine, Isabelle Tassignon, chercheuse universitaire, note dans son Iconographie et religion dionysiaques en Gaule Belgique et dans les deux Germanies : «  Les cultes qui y sont attestés sont militaires, bien qu'on y ressente un goût pour l'orientalisme, ce qui contraste avec l'attachement aux cultes traditionnels, celtiques et germaniques, qu'on perçoit dans les campagnes environnantes ( note : J. LOICQ, les cultes de la Civitas Tungrorum, carrefour ethno-culturel entre Escaut et Rhin, dans BAL 15 (1984), P. 155-158. Ces cultes sont ceux des matres, groupées en triades, tutélaires de communautés locales; mais il y a aussi des déesses guerrières aux noms tout germaniques : Vihansa, Harimella.). ».
Toponymies associées à Harimella en Belgique

## Interprétation du nom et fonction religieuse
Deux théories ont été avancées par les chercheurs quant à l'interprétation du nom et la fonction de cette divinité : 
- Le nom serait dérivé, sous l'influence de la culture celtique, d'un nom de lieu dérivant du nom d'une déesse locale de « Tungerer »,
- Le nom de la déesse, dédicataire de la stèle, serait lié à la profession militaire et à l'origine de ses donataires.

### Étymologie
Le nom d' Harimella apparaissant sur une stèle latine d'origine germanique peut être mis en parallèle avec le nom de Flemidella ,et est à rapprocher de prénoms ou patronymes médiévaux tels que Mellarid, Baromellus, Mello Baudes ou Baudomalla. C'est un exemple typique de construction modulaire de mots ou de noms dans la langue allemande, basée sur des mots/termes de base.
Si le sens du préfixe  Hari  fait consensus chez les chercheurs, -mella fait par contre l'objet de diverses interprétations.
Le préfixe Hari est dérivé du germain xarjaz (harjaz)  qui signifie armée et que l'on retrouve dans le terme gothique harjis qui peut se traduire par horde .
Il existe par contre différentes interprétations du suffixe -mella qui tendent cependant toutes à donner une portée ou un sens abstrait au nom d' Harimella :